# Juan Riaño y Gayangos

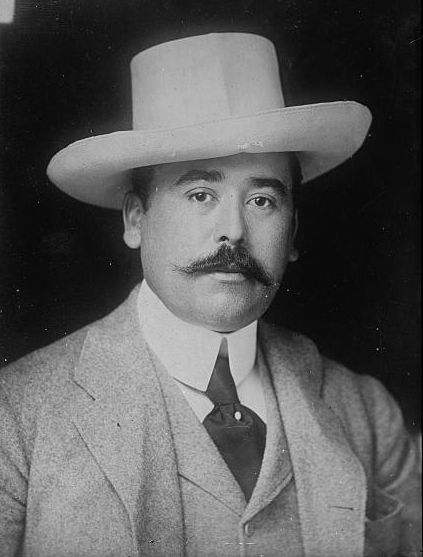
Juan Riaño y Gayangos en 1910.

Juan Riaño y Gayangos (Madrid, 24 de marzo de 1865 - Middletown, Rhode Island, 18 de noviembre de 1939) fue un diplomático español.
Hijo de Juan Facundo Riaño y Montero y de Emilia Gayangos, recibió una esmerada educación en Inglaterra y España, licenciándose en Derecho Civil y Canónico en Granada y Madrid. 
Accedió a la carrera diplomática en 1886. Entre sus primeros destinos figuran una secretaría en la embajada de España en Londres. En 1898 fue nombrado auxiliar en la comisión que negoció la paz con los Estados Unidos. Entre 1899 y 1905 actuó como Secretario de Primera Clase en Washington; durante este periodo conoció a la que sería su esposa, la señorita Alice Ward, de Washington, con quien se casaría en 1904. Ministro Residente en París entre 1905 y 1907, año en que fue designado para el puesto de Ministro Residente en Copenhague y Christiania, ocupó el cargo hasta 1910, cuando fue nombrado Enviado Extraordinario y Ministro Plenipotenciario de España en Washington. Al elevarse dicha delegación al rango de embajada, en 1914, Riaño fue designado el primer embajador español en el continente americano, ocupando el cargo hasta su jubilación en 1926. En esa fecha era el decano de los diplomáticos destinados en la capital estadounidense.
Juan Riaño fue también un gran promotor de la cultura hispánica en Estados Unidos y como resultado de esta labor fue condecorado de doctor honoris causa por varias universidades estadounidenses. En 1928 inauguró el cargo de consultor en literatura hispánica y portuguesa de la Biblioteca del Congreso, germen de la futura División Hispánica en dicha institución, fundado a expensas de su amigo el hispanista, poeta y presidente de la Hispanic Society of America Archer Milton Huntington.
Tras su jubilación adquirió la ciudadanía estadounidense y se retiró a Middletown, en el condado de Newport, Rhode Island, donde murió en 1939.